# Siwa mgła
Siwa mgła – poemat wokalno-symfoniczny Wojciecha Kilara z 1979 roku, powstały w oparciu o podhalańską „nutę wierchową”, dedykowany śpiewakowi operowemu Andrzejowi Bachledzie.
Wraz z poematami symfonicznymi Krzesanym, Kościelcem 1909 i Orawą, Siwa mgła stanowi swego rodzaju „Kilarowski poliptyk tatrzański”. Wszystkie cztery kompozycje nawiązują do tradycji muzyki Podhala. Autor wykorzystał w nich skale góralskie. Muzyce towarzyszy zaśpiew barytonu. Tekst stanowi góralska przyśpiewka. Jest to utwór jednoczęściowy, można jednak wyróżnić trzy tematy, stanowiące opracowanie trzech strof ludowej piosnki. Prawykonanie miało miejsce w Bydgoszczy 14 października 1979. Partię barytonu wykonał wówczas Andrzej Bachleda, Orkiestrą Symfoniczną Państwowej Filharmonii w Krakowie dyrygował Jerzy Katlewicz.